# Hierotesion

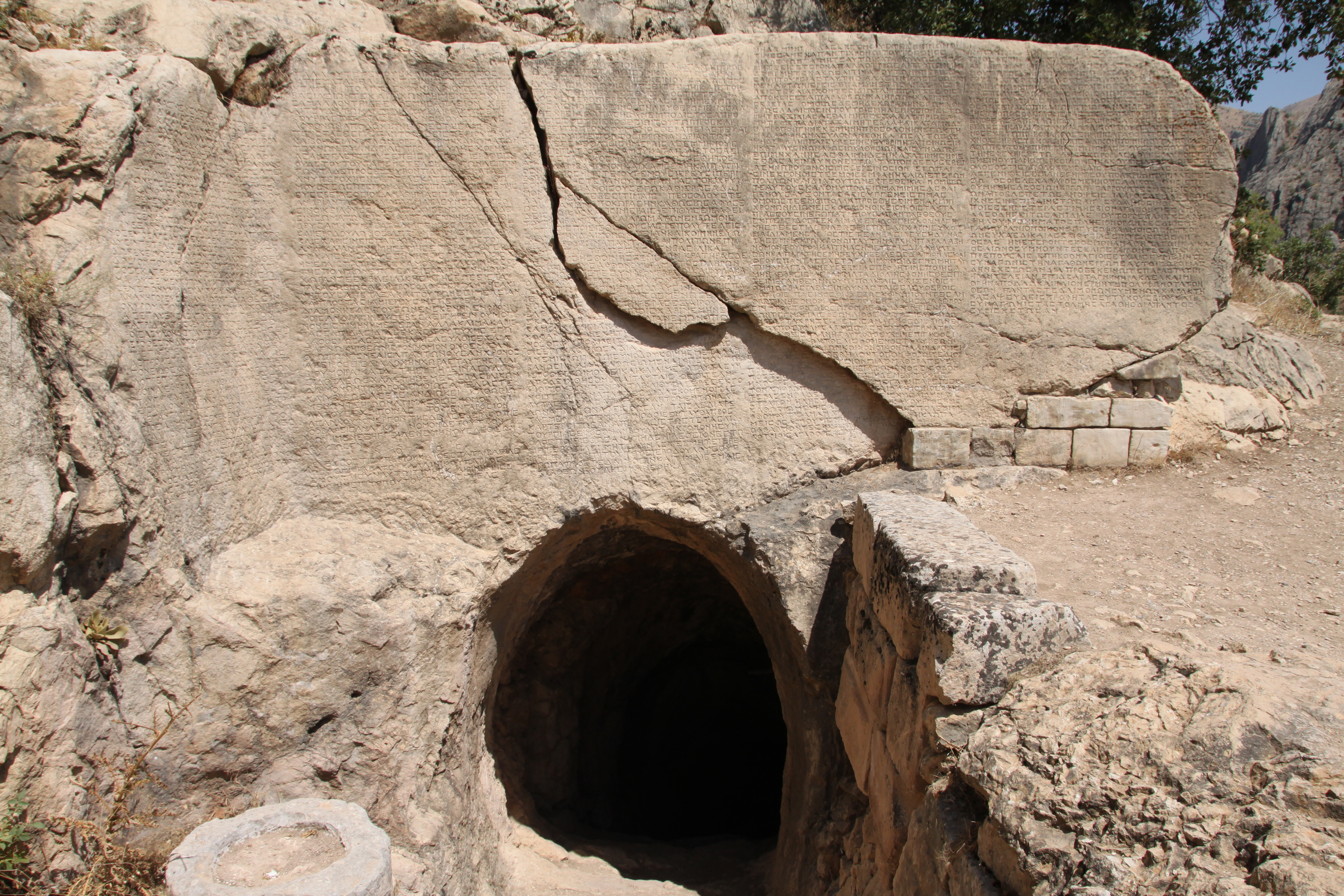
Inscripción en el Hierotesion (tumba-santuario) del rey Mitrídates en Arsameia

El término Hierotesion (en griego: ἱεροθέσιον) hace referencia a un monumento religioso y funerario en el Reino de Comagene. Se trata de la tumba del rey y del santuario de los dioses patrios de su reino y de su dinastía, a quienes están dedicadas estatuas que acompañan a la suya propia.
El término se utiliza en particular en relación con tres monumentos:
- El hierotesion de Arsameia en los Nymphaios para el rey Mitrídates I de Comagene, construido por su hijo Antíoco I de Comagene.
- El Monte Nemrut para el rey Antíoco I de Comagene.
- El túmulo de Karakuş, un hierotesion para varias princesas reales, construido por el rey Mitrídates II de Comagene.